# Liste der portugiesischen Botschafter in Syrien
Die Liste der portugiesischen Botschafter in Syrien listet die Botschafter der Republik Portugal in Syrien auf. Die beiden Länder unterhalten seit 1975 diplomatische Beziehungen.
Erstmals akkreditierte sich 1977 ein portugiesischer Vertreter in der syrischen Hauptstadt Damaskus. Eine eigene Botschaft eröffnete Portugal dort nicht, der Portugiesische Botschafter in Zypern (bis 2005 der Portugiesische Botschafter in Ägypten bzw. in der Türkei) ist für Syrien zuständig und wird dazu dort zweitakkreditiert.
In der syrischen Stadt Aleppo ist ein portugiesisches Honorarkonsulat eingerichtet.

## Missionschefs
| Name                                                | Bild   | Amtszeit  | Anmerkungen                                                                    |
| Syrien                                              | Syrien | Syrien    | Syrien                                                                         |
| --------------------------------------------------- | ------ | --------- | ------------------------------------------------------------------------------ |
| Roberto Nuno de Oliveira e Silva Pereira de Sousa   |        | ab 1977   | Botschafter mit Amtssitz Kairo, am 10. Mai 1977 in Damaskus akkreditiert       |
| Francisco Pessanha de Quevedo Crespo                |        | ab 1992   | Botschafter mit Amtssitz Ankara, am 18. Juli 1992 in Damaskus akkreditiert     |
| Duarte Vaz Pinto da Fonseca de Sá Pereira de Castro |        | ab 1995   | Botschafter mit Amtssitz Ankara, am 15. November 1995 in Damaskus akkreditiert |
| Manuel Tavares de Sousa                             |        | ab 2000   | Botschafter mit Amtssitz Kairo, am 11. August 2000 in Damaskus akkreditiert    |
| Fernando José Rodrigues Machado                     |        | ab 2002   | Botschafter mit Amtssitz Kairo                                                 |
| António Jorge Jacob de Carvalho                     |        | ab 2005   | Botschafter mit Amtssitz Nikosia                                               |
| João Bernardo de Oliveira Martins Weinstein         |        | ab 2011   | Übergangs-Geschäftsträger am Amtssitz Nikosia                                  |
| João Manuel Pina Perestrello Cavaco                 |        | ab 2013   | Geschäftsträger am Amtssitz Nikosia                                            |
| Maria Manuela Freitas Bairos                        |        | seit 2018 | Botschafterin mit Amtssitz Nikosia                                             |